# デンジャラス・ビューティー2
『デンジャラス・ビューティー2』 (Miss Congeniality 2: Armed and Fabulous) は、2005年に製作されたアメリカ映画。『デンジャラス・ビューティー』の続編。
現題はサンドラ・ブロックが前作内で受賞した賞「ミス・コンジニアリティ」に由来。

## ストーリー
ミス・アメリカ合衆国の美人コンテスト（原語では「Miss United States」）への出場から数週間後、FBI捜査官グレイシー・ハートは、銀行強盗を未然に防ごうと銀行内で張り込んでいたが、コンテストで顔が売れてしまったことから捜査官だと分かってしまい、張り込みは失敗する。グレイシーは有名になり過ぎて現場での仕事が出来なくなったことから、事務職かFBIの報道官になるかを選択することになる。ボーイフレンドで同僚捜査官のエリック・マシューズに振られた後、彼女は「FBIの新しい顔」としての地位を受け入れる。グレイシーと一緒に働くよう割り当てられたのは、シカゴから最近転勤してきたサム・フラーだが、彼女は他の人と一緒に働くのが苦手だ。
新しいスタイリストのジョエル・マイヤーズの助けを借りて、グレイシーはテレビに出演したり、ミス・アメリカ・コンテストへの潜入作戦に関する本を出版したりするなど、自分の新しい立場に取り組み始める。一方、コンテスト優勝者のシェリル・フレイジャーと司会者のスタン・フィールズはルーとカールのスティール兄弟に誘拐され、身代金を要求される。グレイシーは、誘拐事件が起きたラスベガスに行って記者会見をすることになる。彼女にはジョエルとサムが同行しており、サムは渋々グレイシーのボディガードを務めることに同意する。ラスベガスでは、支局長ウォルター・コリンズの意向に反して、グレイシーは独自に誘拐事件の捜査を開始する。彼女は、シェリルとスタンのリムジンの運転手が、誘拐に加担するために、ドリー・パートンのものまね芸人から報酬を得ていたことを知る。グレイシーは、その芸人を見つけて逮捕するが、それは本物のドリー・パートンであった。この事件はメディアの注目を集め、激怒したコリンズ支局長はグレイシーとサムにニューヨーク市に戻るよう命じる。
空港の監視カメラの録画を見直していたグレイシーは、誘拐犯は当初そう考えていたシェリルを狙っていたのではなく、スタンを狙っていたことに気づく。FBIラスベガス支局員のジェフ・フォアマンの協力を得て、グレイシー、サム、ジョエルはラスベガスに戻る。4人はスタンの母親が入居している養護施設に潜入し、スタンがギャンブル依存症であることを知り、スタンが借金のせいで高利貸しに誘拐されたのではないかと推測する。ジェフは容疑者の当りをつけるためにFBIのデータベースを検索するが、コリンズ支局長に捕まり、グレイシー、サム、ジョエルは再びニューヨークに戻るよう命じられる。グレイシーはFBI支局を出る前に、誘拐犯から送られてきたシェリルの身代金を要求するビデオを見る。
空港でグレイシーとサムは喧嘩し、メディア向きの彼女のイメージではなく、サムが言うところの「本当のグレイシー・ハート」の姿を曝す。2人はジョエルとジェフと共に再びFBIの監視を撒き、ラスベガスで唯一のドリー・パートンのものまね芸人が出演するオシリス・ドラッグ・クラブへと向かう。サムがティナ・ターナーの格好をし、グレイシーとジョエルがショーガールに扮して「プラウド・メアリー」の演奏に合わせて踊り、クラブの楽屋に入り込む。そこでドリー・パートンのものまね芸人は、「宝島」のショーで一緒に働いたカール・スティールがシェリルとスタンのリムジン運転手への支払いを強要したと話す。
コリンズは捜査員を率いてルーとカール兄弟の家を捜索するが、彼らは既にそこを引き払った後である。グレイシーは、シェリルが身代金要求のビデオで喋っていた言葉から、彼女とスタンは「宝島」のショーに連れて行かれたと推測する。「宝島」に着くと、彼女とサムはルーとカール兄弟と格闘する。カールは、シェリルとスタンがホテルの海賊船の中で拘束されており、その海賊船を沈める計画であることを明かす。グレイシーはスタンとシェリルを救出するが、グレイシーのドレスが大砲の下に挟まれて水中に閉じ込められてしまう。サムがグレイシーを助け出す。シェリルとジェフは恋仲になり、グレイシーは2人の救助の手柄を横取りしようとするコリンズ支局長を水中に突き落とす。グレイシーは報道官の座を離れ、サムを新しい相棒として捜査現場に戻る。

## 登場人物
グレイシー・ハート
演 - サンドラ・ブロック
前作により一躍、有名人となった。これにより潜入捜査が、やりにくくなり困っている。その経緯から本職より広告塔として務めるようになった。しかし、仲間が誘拐されたことで実働任務に復帰する。
サム・フラー
演 - レジーナ・キング
女性捜査官。腕は立つが暴力的で礼儀知らず。そのせいで部署をたらいまわしにされている厄介者。両親は亡くなっている。グレイシーとは当初は最悪だったが一緒に行動するうちに互いに信頼するようになる。
スタン・フィールズ
演 - ウィリアム・シャトナー
美人コンテストの司会者。
シェリル・フレイジャー
演 - ヘザー・バーンズ
ミスアメリカ。何者かに誘拐される。
ハリー・マクドナルド
演 - アーニー・ハドソン
グレイシーの上司。
ジョエル・マイヤーズ
演 - ディードリック・ベーダー
スタイリスト。
ジェフ・フォアマン
演 - エンリケ・ムルシアーノ
FBI捜査官。グレイシーの滞在中の世話係を任ぜられる。
ウォルター・コリンズ
演 - トリート・ウィリアムズ
FBUラスベガス本部長。
ジャネット・マッカレン
演 - エリザベス・ローム
コリンズの秘書。
クロンスキー
演 - ジョン・ディレスタ
捜査官。抜かりなく防弾チョッキを身に着けている。
ジェンキンス
演 - ウィリアム・オリアリー
捜査官。
プリシラ
演 - モリー・ゴットリープ
少女。捜査官になりたい。グレイシーのサイン会に来たが彼女の答えに幻滅してしまう。しかし、事件解決後にまた会い、事件や有能を経て考えが変わったグレイシーの話を聞いた。
カール・スティール
演 - ニック・オファーマン
チンピラ。
ルー・スティール
演 - アブラハム・ベンルービ
カールの弟。兄同様、チンピラ。
トム・アバナシー
演 - スティーヴン・トボロウスキー
リムジンの運転手。

## キャスト
| 役名                       | 俳優                         | 日本語吹替 | 日本語吹替                                                                                                   |
| 役名                       | 俳優                         | ソフト版 | 日本テレビ版 （吹替補完版）                                                                                  |
| -------------------------- | ---------------------------- | --- | --- |
| グレイシー・ハート         | サンドラ・ブロック           | 深見梨加 | 松本梨香 |
| サム・フラー               | レジーナ・キング             | 谷川清美 | 斉藤貴美子                                                                                                   |
| スタン・フィールズ         | ウィリアム・シャトナー       | 阪脩 | 矢島正明 |
| シェリル・フレイジャー     | ヘザー・バーンズ             | 吉田美保 | 園崎未恵 |
| ハリー・マクドナルド       | アーニー・ハドソン           | 手塚秀彰 | 有本欽隆 （銀河万丈）                                                                                        |
| ジョエル・マイヤーズ       | ディードリック・ベーダー     | 中村秀利 | 飛田展男 |
| ジェフ・フォアマン         | エンリケ・ムルシアーノ       | 落合弘治 | 高木渉 |
| ウォルター・コリンズ       | トリート・ウィリアムズ       | 西村知道 | 山野井仁 |
| ジャネット・マッカレン     | エリザベス・ローム           | | 沢海陽子 |
| クロンスキー捜査官         | ジョン・ディレスタ           | | 長嶝高士 |
| ジェンキンス捜査官         | ウィリアム・オリアリー       | | 伊丸岡篤 |
| プリシラ                   | モリー・ゴットリープ         | | - （森川美咲）                                                                                               |
| ドリー・パートン（本人役） | ドリー・パートン（本人役）   | | 向井真理子                                                                                                   |
| カール・スティール         | ニック・オファーマン         | | 遠藤純一 |
| ルー・スティール           | アブラハム・ベンルービ       | | 梁田清之 |
| トム・アバナシー           | スティーヴン・トボロウスキー | | 岩崎ひろし                                                                                                   |
| バーテンダー               | アダム・ルフェーヴル         | | 長嶝高士 |
| バスター・ハリソン         | ドン・ペリー（カメオ出演）   | | 八奈見乗児                                                                                                   |
| その他声の出演             | その他声の出演               | 藤貴子 石住昭彦 遠藤純一 楠見尚己 石井隆夫 小山武宏 姉崎公美 竹口安芸子 竹村叔子 内田尋子 桑谷夏子 魚建 米村千冬 桐井大介 中尾衣里 | 稲葉実 沢田敏子 杉本ゆう 飯島肇 加藤沙織 大浦冬華 太田哲治 瀬尾恵子 中川和恵 武虎 ふくまつ進紗 武田華 チョー |
| 日本語版制作スタッフ       |                              | | |
| プロデューサー             | プロデューサー               | 尾谷アイコ | |
| 演出                       | 演出                         | 高田浩光 | 岩浪美和 |
| 翻訳                       | 翻訳                         | 中島多恵子 | 古瀬由紀子                                                                                                   |
| 録音                       | 録音                         | 菊地一之 | |
| 調整                       | 調整                         | 菊地一之 | 長井利親 |
| 効果                       | 効果                         | | リレーション                                                                                                 |
| 制作                       | 制作                         | ワーナー・ホーム・ビデオ マイ・ディア・ライフ                                                                                      | ブロードメディア・スタジオ                                                                                   |
| 初回放送                   | 初回放送                     | | 2008年3月7日 『金曜ロードショー』 21:03-22:54                                                                |

日本テレビ版の翻訳では「どんだけ」や「1、2、3、ダー」、「デスノートに書いてやる」等、当時の流行語等が含まれている。
日本テレビ版はカットされた部分を追加録音した「吹替補完版」が2019年3月30日にWOWOWプライムで放送された。